# Холидеј Шорс (Илиноис)
Холидеј Шорс (енгл. Holiday Shores) насељено је место без административног статуса у америчкој савезној држави Илиноис.

## Демографија
По попису из 2010. године број становника је 2.882.
| Група             | 2000.    | 2010.         |
| Белци             | 0 (0,0%) | 2.759 (95,7%) |
| Афроамериканци    | 0 (0,0%) | 31 (1,1%)     |
| Азијати           | 0 (0,0%) | 6 (0,2%)      |
| Хиспаноамериканци | 0 (0,0%) | 47 (1,6%)     |
| Укупно            | 0        | 2.882         |